# Ljubo Babić (politik)
Ljubo Babić, bosansko-hercegovski pravnik, častnik, politik in veleposlanik, * 3. oktober 1916, † 2014.

## Življenjepis
Pred vojno je študiral pravo na Univerzi v Beogradu. Leta 1935 je postal član SKOJa, leta 1940 pa KPJ. Sodeloval je pri organiziranju NOVJ leta 1941 na področju Drvarja, Bosanskega Grahova in Glamoča. Sprva je bil poveljnik partizanskih odredov na področju Bosanskega Grahova, poveljnik Drvarske brigade, 1. krajiškega odreda, nato pa je bil politični komisar 7. krajiške brigade. 
Bil je član drugega in tretjega zasedanja Avnoja ter član ZAVNO-BiH.
Po vojni je bil član CK ZKJ, član ZIS, predsednik Komiteja za tujo trgovino ter veleposlanik na Poljskem in Češkoslovaškem.

## Odlikovanje
- red bratstva in enotnosti
- red ljudske osvoboditve